# Promień anodowy

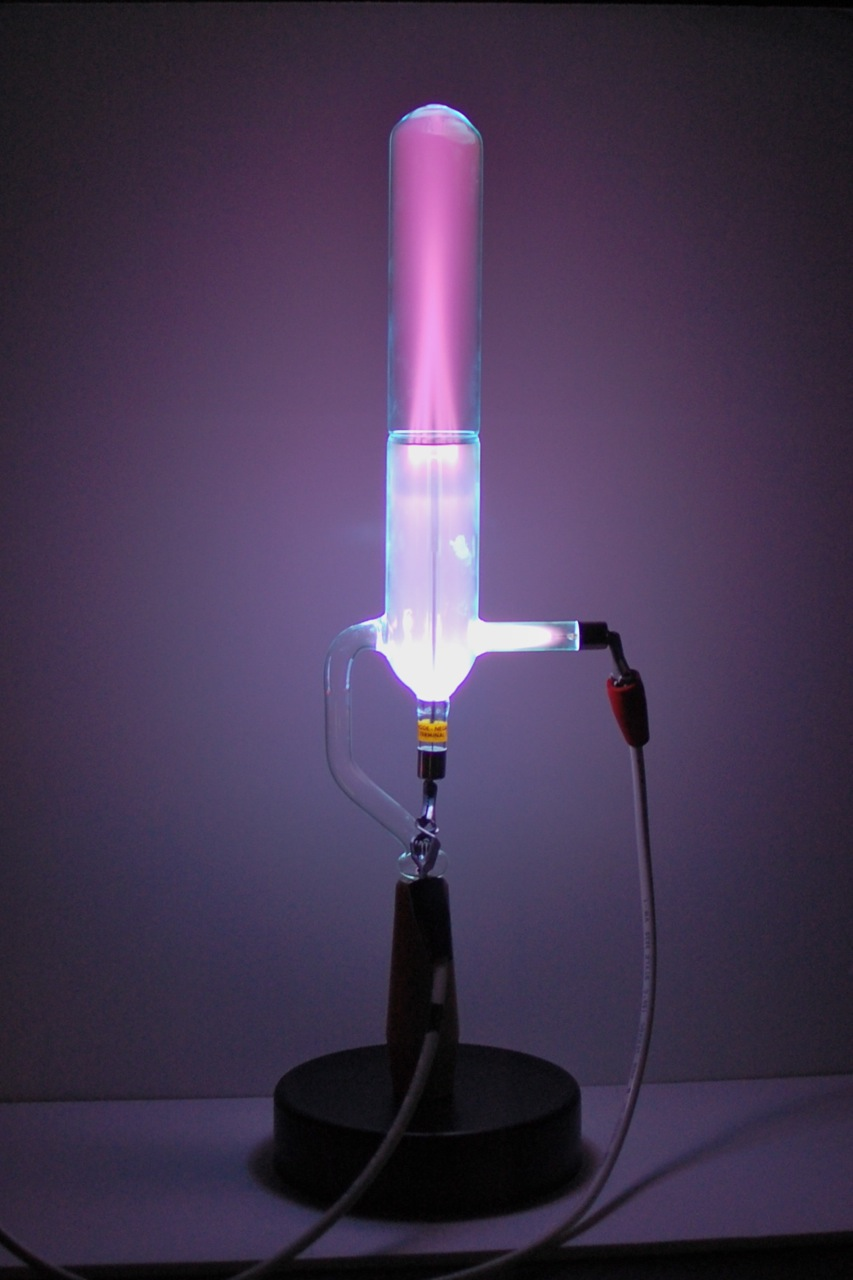
Rura Crookesa pokazująca promienie przechodzące przez perforowaną katodę i powodujące różowy blask nad nią.

Promień anodowy (zwany również promieniem dodatnim lub promieniem kanałowym) – wiązka jonów dodatnich, powstająca w pewnych rodzajach lamp gazowych lub próżniowych wywołującą świecenie za otworkami w katodzie. 
Po raz pierwszy zaobserwował je w rurze Crookesa podczas eksperymentów niemiecki naukowiec, Eugen Goldstein w 1886. W 1898 roku Wilhelm Wien odchylając promienie anodowe w silnym polu magnetycznym zauważa rozdzielenie wiązki jonów, co tłumaczy różnicami w masie jonów. Późniejsze badania nad promieniami anodowymi, prowadzone przez wilhelma Wiena oraz J. J. Thomsona doprowadziły wyznaczenia stosunku ładunku do masy (e/m) wielu jonów a tym samym fizycznego wyznaczenia mas atomów, dalsze prace doprowadziły do powstania i rozwoju spektrometrii mas.
Źródłem jonów anodowych jest zwykle anoda pokryta halogenkami metali alkalicznych lub berylowców. Jony oderwane od anody są przyspieszane w polu elektrycznym. W lampach wyładowczych jony zderzają się z atomami, a zderzając się z nimi wzbudzają je. Atomy wracając do stanu podstawowego emitują promieniowanie świetlne. Promieniowanie to jest widoczne w przestrzeni za katodą, gdzie świecenia nie wywołują zderzenia atomów z elektronami.  